# 伍希儒
伍希儒（1476年—？），字汝真，江西吉安府安福縣人，民籍，明朝政治人物。

## 生平
正德五年（1510年）庚午科江西鄉試第四名舉人，正德六年（1511年）中式辛未科會試第二百五十七名，三甲第四十四名進士。授浙江上虞縣知縣。十年八月选授湖廣道試監察御史，十四年刷卷南直隶，六月寧王朱宸濠叛乱，道經吉安，都御史王守仁以便宜留之軍前，七月与伍文定等击败宸濠兵於樵舍，俘获万计。十五年十一月升廣西按察司佥事。世宗即位，追論江西平宸濠功，十六年十一月升一级。嘉靖元年（1522年）被弹劾，降任枣阳县知县。

## 家族
曾祖伍述斌；祖父伍郁，壽官；父伍體吉。母顏氏。永感下。